# Pélussin
Pélussin és un municipi francès situat al departament del Loira i a la regió d'Alvèrnia-Roine-Alps. L'any 2007 tenia 3.434 habitants.

## Demografia

### Població
El 2007 la població de fet de Pélussin era de 3.434 persones. Hi havia 1.372 famílies de les quals 439 eren unipersonals (198 homes vivint sols i 241 dones vivint soles), 384 parelles sense fills, 415 parelles amb fills i 134 famílies monoparentals amb fills.
La població ha evolucionat segons el següent gràfic:
Habitants censats

### Habitatges
El 2007 hi havia 1.745 habitatges, 1.397 eren l'habitatge principal de la família, 151 eren segones residències i 197 estaven desocupats. 1.300 eren cases i 442 eren apartaments. Dels 1.397 habitatges principals, 876 estaven ocupats pels seus propietaris, 486 estaven llogats i ocupats pels llogaters i 36 estaven cedits a títol gratuït; 10 tenien una cambra, 94 en tenien dues, 282 en tenien tres, 419 en tenien quatre i 592 en tenien cinc o més. 959 habitatges disposaven pel capbaix d'una plaça de pàrquing. A 623 habitatges hi havia un automòbil i a 648 n'hi havia dos o més.

### Piràmide de població
La piràmide de població per edats i sexe el 2009 era:
| Homes | Edats   | Dones |
| ----- | ------- | ----- |
| 1     | 95 o +  | 8     |
| 4     | 90 a 94 | 28    |
| 20    | 85 a 89 | 59    |
| 27    | 80 a 84 | 22    |
| 63    | 75 a 79 | 102   |
| 70    | 70 a 74 | 75    |
| 107   | 65 a 69 | 77    |
| 66    | 60 a 64 | 88    |
| 96    | 55 a 59 | 116   |
| 94    | 50 a 54 | 96    |
| 125   | 45 a 49 | 104   |
| 130   | 40 a 44 | 109   |
| 144   | 35 a 39 | 166   |
| 103   | 30 a 34 | 130   |
| 100   | 25 a 29 | 85    |
| 57    | 20 a 24 | 36    |
| 112   | 15 a 19 | 109   |
| 116   | 10 a 14 | 107   |
| 132   | 5 a 9   | 116   |
| 87    | 0 a 4   | 84    |

## Economia
El 2007 la població en edat de treballar era de 2.073 persones, 1.543 eren actives i 530 eren inactives. De les 1.543 persones actives 1.423 estaven ocupades (764 homes i 659 dones) i 119 estaven aturades (45 homes i 74 dones). De les 530 persones inactives 210 estaven jubilades, 156 estaven estudiant i 164 estaven classificades com a «altres inactius».

### Ingressos
El 2009 a Pélussin hi havia 1.420 unitats fiscals que integraven 3.388 persones, la mediana anual d'ingressos fiscals per persona era de 18.301 €.

### Activitats econòmiques
Dels 179 establiments que hi havia el 2007, 4 eren d'empreses extractives, 5 d'empreses alimentàries, 13 d'empreses de fabricació d'altres productes industrials, 32 d'empreses de construcció, 26 d'empreses de comerç i reparació d'automòbils, 5 d'empreses de transport, 15 d'empreses d'hostatgeria i restauració, 3 d'empreses d'informació i comunicació, 8 d'empreses financeres, 7 d'empreses immobiliàries, 19 d'empreses de serveis, 27 d'entitats de l'administració pública i 15 d'empreses classificades com a «altres activitats de serveis».
Dels 54 establiments de servei als particulars que hi havia el 2009, 1 era una oficina d'administració d'Hisenda pública, 1 gendarmeria, 1 oficina de correu, 3 oficines bancàries, 2 funeràries, 4 tallers de reparació d'automòbils i de material agrícola, 7 paletes, 2 guixaires pintors, 4 fusteries, 6 lampisteries, 3 electricistes, 2 empreses de construcció, 5 perruqueries, 2 veterinaris, 7 restaurants, 3 agències immobiliàries i 1 saló de bellesa.
Dels 13 establiments comercials que hi havia el 2009, 1 era un supermercat, 2 botiges de menys de 120 m², 3 fleques, 2 llibreries, 1 una botiga de roba, 1 una botiga d'electrodomèstics, 1 una botiga de mobles, 1 una joieria i 1 una floristeria.
L'any 2000 a Pélussin hi havia 52 explotacions agrícoles que ocupaven un total de 880 hectàrees.

## Equipaments sanitaris i escolars
El 2009 hi havia 1 hospital de tractaments de curta durada, 1 hospital de tractaments de mitja durada (seguiment i rehabilitació), 1 farmàcia i 1 ambulància.
El 2009 hi havia 2 escoles elementals. Pélussin disposava de 2 col·legis d'educació secundària amb 704 alumnes.

## Poblacions més properes
El següent diagrama mostra les poblacions més properes.